# Runic (marca)
Runic Soccer es una marca de implementos e indumentaria deportivos de origen chino, fabrica artículos deportivos para diferentes disciplinas, fútbol, tenis de mesa, natación, baloncesto, voleibol, gimnasia entre otras, actualmente distribuye sus productos en varias partes de Latinoamérica.